# اتحاد الطلاب الوطنيين الاشتراكيين الألمان
تأسس اتحاد الطلاب الألمان الاشتراكيين الوطنيين (بالألمانية: Nationalsozialistischer Deutscher Studentenbund ، اختصار NSDStB) في عام 1926 كقسم للحزب النازي واوكلت له مهمة دمج التعليم على المستوى الجامعي والحياة الأكاديمية في إطار النظرة القومية الاشتراكية العالمية. نظمت (كما هو الحال مع الإدارات الأخرى للحزب النازي) في توافق صارم مع مبدأ الزعيم وكذلك مبدأ Machtdistanz (أو «مسافة السلطة»)، يضم الغتحاد أعضائه في ما يسمى Kameradschaftshäusern (أو «منازل الزمالة»)، و (من عام 1930) كان أعضاءها يتزينون بالقمصان البنية الكلاسيكية وشعارات الصليب المعقوف الخاصة.
بعد هزيمة ألمانيا في الحرب العالمية الثانية، أعلن الحزب النازي إلى جانب فرقه والمنظمات التابعة له «منظمات إجرامية» وحظره مجلس مراقبة الحلفاء في 10 أكتوبر 1945.

## Bundes-والرايخفهررمن NSDStB، 1926-1945
- 1926-1928 فيلهلم تمبل
- 1928–32 بالدور فون شيراخ (من 1931 أيضًا Reichsjugendführer)
- 1932–33 جيرد رول (دي )
- 1933–34 أوسكار شتابل (دي )
- 1934–36 ألبرت ديريتشويلر (دي )
- 1936–1945 غوستاف أدولف شيل (كما كان Reichsstudentenführer Scheel أيضًا Führer of Deutschen Studentenschaft)

## الأعضاء البارزين الآخرين
- كورت فالدهايم، أمين عام الأمم المتحدة، رئيس النمسا. (ليس مذنب)